# کووالا دروگا
کووالا دروگا (به لهستانی:  Kowala Druga) یک روستا در لهستان است که در گمینا پونگاتووا واقع شده‌است. کووالا دروگا  ۶۲۰ نفر جمعیت دارد.